# Giro del Lazio 1991
Il Giro del Lazio 1991, cinquantasettesima edizione della corsa, si svolse il 7 settembre 1991 su un percorso di 203 km. La vittoria fu appannaggio dell'italiano Andrea Tafi, che completò il percorso in 4h55'40", precedendo lo svizzero Laurent Dufaux e il connazionale Davide Cassani.
Sul traguardo di Roma 75 ciclisti, su 157 partenti da Bracciano, portarono a termine la competizione.

## Ordine d'arrivo (Top 10)
| Pos. | Corridore          | Squadra            | Tempo    |
| ---- | ------------------ | ------------------ | -------- |
| 1    | Andrea Tafi        | Selle Italia       | 4h55'40" |
| 2    | Laurent Dufaux     | Helvetia-La Suisse |          |
| 3    | Davide Cassani     | Ariostea           |          |
| 4    | Franco Chioccioli  | Del Tongo          |          |
| 5    | Tony Rominger      | Toshiba            |          |
| 6    | Michele Moro       | Italbonifica       |          |
| 7    | Raymond Meijs      | Tulip Computers    |          |
| 8    | Jean-Claude Bagot  | Castorama          |          |
| 9    | Moreno Argentin    | Ariostea           |          |
| 10   | Gianluca Bortolami | Colnago-Lampre     |          |